# Joaquín Rivas
Joaquín Antonio Rivas Navarro (Santa Ana, 26 aprile 1992) è un calciatore salvadoregno, centrocampista svincolato della nazionale salvadoregna.

## Carriera

### Club
Ha giocato tra la seconda e la quarta divisione statunitense.

### Nazionale
Nel 2018 ha esordito in nazionale.

## Statistiche

### Cronologia presenze e reti in nazionale
| Cronologia completa delle presenze e delle reti in nazionale ― El Salvador | Cronologia completa delle presenze e delle reti in nazionale ― El Salvador | Cronologia completa delle presenze e delle reti in nazionale ― El Salvador | Cronologia completa delle presenze e delle reti in nazionale ― El Salvador | Cronologia completa delle presenze e delle reti in nazionale ― El Salvador | Cronologia completa delle presenze e delle reti in nazionale ― El Salvador | Cronologia completa delle presenze e delle reti in nazionale ― El Salvador | Cronologia completa delle presenze e delle reti in nazionale ― El Salvador |
| Data                                                                       | Città                                                                      | In casa                                                                    | Risultato                                                                  | Ospiti                                                                     | Competizione                                                               | Reti                                                                       | Note                                                                       |
| -------------------------------------------------------------------------- | -------------------------------------------------------------------------- | -------------------------------------------------------------------------- | -------------------------------------------------------------------------- | -------------------------------------------------------------------------- | -------------------------------------------------------------------------- | -------------------------------------------------------------------------- | -------------------------------------------------------------------------- |
| 16-11-2018                                                                 | Devonshire                                                                 | Bermuda                                                                    | 1 – 0                                                                      | El Salvador                                                                | CONCACAF Nations League 2019-2020 - Qualificazioni                         | -                                                                          | 45+1’                                                                      |
| 20-11-2018                                                                 | San Salvador                                                               | El Salvador                                                                | 1 – 0                                                                      | Haiti                                                                      | Amichevole                                                                 | 1                                                                          |                                                                            |
| 7-3-2019                                                                   | Los Angeles                                                                | El Salvador                                                                | 3 – 1                                                                      | Guatemala                                                                  | Amichevole                                                                 | -                                                                          | 55’                                                                        |
| 23-3-2019                                                                  | San Salvador                                                               | El Salvador                                                                | 2 – 0                                                                      | Giamaica                                                                   | CONCACAF Nations League 2019-2020 - Qualificazioni                         | -                                                                          | 69’                                                                        |
| 26-3-2019                                                                  | Washington                                                                 | El Salvador                                                                | 2 – 0                                                                      | Perù                                                                       | Amichevole                                                                 | -                                                                          |                                                                            |
| Totale                                                                     |                                                                            | Presenze                                                                   | 5                                                                          |                                                                            | Reti                                                                       | 1                                                                          |                                                                            |